# Schneebiger Nock
Schneebiger Nock (wł. Monte Nevoso, czasem w niemieckojęzycznych źródłach Ruthner Horn) – szczyt w grupie Rieserfernergruppe, w Wysokich Taurach w Alpach Wschodnich. Leży w północnych Włoszech, w Południowym Tyrolu. Leży na południowy wschód od Lenkstein i na wschód od Hochgall oraz Magerstein.
Pierwszego wejścia, 6 października 1866 r., dokonali austriacki Arcyksiążę Rajner, Graf Heinrich Wurmbrand, Georg Auer, Johann Oberarrbacher i Georg Weiss.